# Маджипур
Маджипур (англ. Majipoor) — сказочный мир, созданный воображением американского писателя Роберта Силверберга, наиболее известное из его многочисленных творений.
Планета Маджипур описывается в нескольких романах и других работах:
- Замок Лорда Валентина (Lord Valentine’s Castle, 1980)
- Хроники Маджипура (Majipoor Chroncicles, 1982, сборник новелл)
- Понтифекс Валентин (Valentine Pontifex, 1983)
- Горы Маджипура (The Mountains of Majipoor, 1995)
- Волшебники Маджипура (Sorcerers of Majipoor, 1997)
- Седьмая святыня (The Seventh Shrine, 1998, новелла)
- Лорд Престимион (Lord Prestimion, 1999)
- Король снов (King of Dreams, 2000)
- Книга Перемен (The Book of Changes, 2003, повесть)
- Подмастерье волшебника (The Sorcerer’s Apprentice, 2004, рассказ)
- Как творят заклинания в Сиппулгаре (The Way They Wove the Spells in Sippulgar, 2009, рассказ)
- Тёмные времена на Полуночном рынке (Dark Times at the Midnight Market, 2010, рассказ)
- Могила Понтифекса Дворна (The Tomb of the Pontifex Dvorn, 2011, рассказ)
- Конец пути (The End of the Line, 2011, рассказ)

## История создания
В 1975 году Силверберг объявил о том, что уходит на покой и не будет больше ничего писать. Однако уже в 1978 году его посещает образ будущего романа, который выходит в свет в 1980 году. По признанию писателя, его замысел состоял в том, чтобы описать огромный романтический мир будущего в радужных тонах без тени дистопии.
Слово «Маджипур» было избрано благодаря тому, что его звучание ассоциируется с Индией. С её огромным населением, странной для западного человека культурой, флорой и фауной.

## Краткие сведения

### География
Маджипур представляет собой планету, по своей величине в несколько раз превышающую Землю. В то же время в её недрах отсутствуют тяжёлые металлы, благодаря чему плотность планеты и сила притяжения не превышают земные.
Планета имеет три компактно расположенных огромных материка — Цимроэль на западе, Алханроэль на востоке и Сувраэль на юге. Между Цимроэлем и Алханроэлем расположены Радамаунтский архипелаг и остров Сна. Упоминаются также необитаемые острова к западу от Цимроэля. Большую часть планеты покрывает океан, пересечь который никому не удавалось. Путешествие от крайней восточной точки Алханроэля до крайней западной точки Цимроэля занимает не менее двух лет.

### Население
Первоначально Маджипур населяли пьюривары (метаморфы, Изменяющие Форму), в противоположность пришельцам — неизменным. Во время колонизации планеты выходцами с Земли они оказали сопротивление и в результате долгих войн были загнаны в резервацию на Цимроэле. Затем на Маджипур начали прибывать представители иных разумных рас: хайроги, скандары, врооны, лиимены, хьорты и су-сухерисы. Так что Маджипур стал представлять собой сложный конгломерат рас и культур. Единственным народом, который отверг концепцию мирного сосуществования культур, являются пьюривары, однако открытых вооружённых столкновений с ними не было с тех пор, как они были отправлены в резервации.
Хайроги — ящероподобные млекопитающие, ростом с человека, покрыты серой чешуёй, имеют раздвоенный как у змей язык, на голове змееподобные отростки. Основное занятие хайрогов — фермерство, некоторые хайроги занимают чиновничьи посты в провинциальных администрациях. Селятся на всей планете, имеют собственные города, самый известный из которых — Дюлорн.
Скандары — большие — ростом более двух метров, покрытые шерстью четырёхрукие существа, отдалённо похожие на гориллу. Скандары прирождённые воины, охотники на морских драконов, цирковые акробаты. Селятся по всему Маджипуру, собственных городов не имеют.
Хьорты — жабоподобные гуманоиды, по размеру сопоставимы с человеком. Лучше всего хьорты проявили себя на административной работе от провинциального чиновника до аппарата понтифекса, хорошие военачальники.
Лиимены — небольшого роста гуманоиды, отличительной особенностью является наличие третьего глаза. Торговцы сосисками, рыбаки, мелкие ремесленники. Склонны к участию во всевозможных религиозных культах. Лиимены держаться обособленно от представителей других рас — не лезут в чужие дела и особо не пускают в свои, из-за этого подробные сведения о них отсутствуют.
Врооны — маленькие существа по внешности близкие к кальмару. Внешние признаки — десяток щупалец, растущие из головы, клюв как у кальмара. Основной вид деятельности магия, но не все врооны — мастера в своём ремесле. Обладают способностью к телепатии.
Су-сухерисы — высокие (два и более метра) существа с двумя веретенообразными головами. Занимаются преимущественно магией, более успешно чем врооны. С помощью нервной энергии способны предвидеть будущее, но видения зачастую туманные и неоднозначные.
Много позже после колонизации планеты было установлено, что населяющие водное пространство морские драконы также представляют собой вид разумных существ. Много тысячелетий назад, ещё до появления людей, цивилизация пьюриваров и морские драконы были тесно связаны друг с другом посредством телепатической связи. Но после принесения метаморфами в жертву двух морских королей (деяние получило у пьюриваров названия Кощунства), связь была потеряна, цивилизация пьюриваров пришла в упадок. По мнению пьюриваров именно Кощунство стало причиной падения как Велалисера так и всей цивилизации, и навлекло на метаморфов проклятие, которым они посчитали людей. Во время второго восстания метаморфор, телепатическую связь повстанцы обеспечивали при посредничестве морских драконов.
Упоминается ещё один вид существ — лесные братья, похожие на небольших обезьян существа, обитающие в лесах Пьюрифайна. Но нет точного указания на то, что эти существа разумны. Живут они большими группами на деревьях, у них имеется некоторое подобие племенного строя. Иногда о лесных братьях говорят, как о разумных существах, иногда — как о животных. Пьюривары считают мясо лесных братьев деликатесом и ведут на них охоту. Однажды лесные братья помогли Лорду Валентину, когда тот находился в изгнании, а трон коронала был узурпирован Доминином Баръязидом, спастись от преследования метаморфов. Фараатаа пытался заручиться поддержкой лесных братьев, чтобы не пустить оккупационные армии коронала Лорда Хиссуне и Лорда Диввиса в Пьюрифайн.

### Политическое устройство
Маджипур представляет собой унитарное государство, в котором имеются четыре главные политические силы.
Верховным правителем (старшим из двух) и сакральным властителем Маджипура является понтифекс. Контроль за соблюдением законов, сбор налогов, общее руководство государством осуществляют понтифекс и его огромный бюрократический аппарат (понтифексат). Резиденция понтифекса — подземный Лабиринт, расположенный к югу от Замковой горы. Понтифекс не имеет права покидать Лабиринт. Единственное исключение — понтифекс Ариок, объявивший себя женщиной и ставший Леди Острова Сна.
Исполнительная власть принадлежит короналу (младшему из правителей), чья резиденция находится на вершине Замковой горы в Алханроэле. Он и его аппарат осуществляют управление государством. Кроме того, он является символом мирской власти Маджипура. Ему подконтрольна армия. Как правило, корональ и понтифекс действуют сообща и порой трудно определить, от кого исходит то или иное действие власти.
Передача власти от понтифекса к короналу происходит после смерти понтифекса. Действующий коронал слагает с себя полномочия, выбирает преемника (как правило из ближайшего окружения) который станет короналем, а сам переезжает в Лабиринт и принимает на себя звание и обязанности понтифекса. Как правило, при передаче власти сменяется и Леди Острова Сна, которой становится мать коронала или его сестра, если матери к этому времени нет в живых.
Система двух ветвей власти — понтифекс и коронал — была заложена легендарным полумифическим человеком по имени Дворн, который и стал первым понтифексом, провозгласив при себе короналом Лорда Бархольда. Именно Дворн издал декрет о престолонаследии, согласно которому власть коронала запрещено передавать по наследству. За всю историю Маджипура это правило было нарушено только единожды — Корсибаром — сыном Лорда Конфалюма, что привело к гражданской войне. Лорд Престимион изъял все сведения о Корсибаре из официальных источников, поэтому об этом случае на Маджипуре никому не было известно (за исключение Престимиона и его ближайшего окружения — Септаха Мелайна и Гиялориса). Вообще, в передаче власти есть некоторый принцип неопределённости, потому что нет жёстких критериев в выборе преемника коронала. Действующий коронал может выбрать абсолютно любого человека в качестве своего преемника, руководствуясь только себе известными основаниями. Преемник коронала даже не обязательно может быть из аристократической среды, в истории Маджипура были случаи, когда трон в Замке занимал выходец из простого сословия (Деккерет, Хиссуне). В данной ситуации имеет место некоторая вероятность, что коронал может ошибиться в выборе преемника, и такие случаи были, приводя планету в непродолжительный упадок. Но сохранившееся на протяжении четырнадцати тысячи лет гармоничное и процветающее общество Маджипура свидетельствует об успешности сложившейся модели политического устройства и принципов политического управления.
Несмотря на наличие контрольных органов, карательный аппарат в привычном виде на Маджипуре отсутствует. К благим делам жителей Маджипура побуждает Леди Острова Сна, являясь им во сне и посылая наставляющие и ободряющие сновидения. Несмотря на то, что в этом нет ничего мистического, Леди окружена ореолом сакральности, и на остров Сна приезжают многочисленные паломники, стремящиеся обрести душевное спокойствие. Леди острова Сна — это, как правило, мать правящего коронала либо его сестра.
Преступникам посылает ночные кошмары Король Снов, обитающий на Сувраэле. Кошмары настолько невыносимы, что люди могут сойти с ума или покончить с собой, но большинство раскаивается и отправляется в паломничество на остров Сна в поисках спасения. Четвёртая ветвь власти — Король снов — была учреждена в правление коронала Лорда Деккерета, после подавления восстания Пяти правителей Цимроэля. Первым Королём Снов стал Динитак Баръязид — сын Венгенара Баръязида, разработчика технологии контроля сознания. Трон Короля Снов передаётся по наследству в семье Баръязидов.
После подавления понтифексом Валентином восстания пьюриваров под предводительством Фараатаа и заключения мира с метаморфами, королева пьюриваров — Дапипьюр была включена в число правителей Маджипура. Резиденция Данипьюр располагается в столице Пьюрифайна — Иллиривойне.
Механизмы политического устройства, наказания, пропаганды и поощрения лояльности к власти отработаны за тысячелетия истории Маджипура настолько хорошо, что мятежей не возникало. Социальное устройство общества оставалось всегда стабильным. Единственными, кто выступал с протестами, были коренные жители Маджипура — метаморфы (пьюривары).

### История
История Маджипура началась 14 тысяч лет назад, когда первые люди появились на планете — в Алханроэле. В настоящее время на центральном плато Алханроэля находятся руины древних городов, но кому они принадлежали — пьюриварам, первым поселенцам или другим цивилизациям, неизвестно. Центром человеческой цивилизации на Маджипуре стала Замковая гора высотой 30 миль, где были построены машины, влияющие на погоду и состав атмосферы, так что на склонах горы и даже на её вершине вечно царит весенний субтропический климат. Затем на Маджипур прибыли представители других разумных рас.
С тех пор Маджипур пережил значительный технологический упадок. С древних времён сохранилась транспортная инфраструктура и системы коммуникации, погодные машины, но в целом по своему техническому уровню Маджипур больше напоминает средневековую Землю: ручной труд и сила животных пришли на смену машинам. Дело в том, что Маджипур лежит в стороне от основных интергалактических маршрутов, поэтому связи с другими планетами практически нет, а имеющееся на планете количество металлов не позволяет поддерживать индустриальное общество.
Около 8 тысяч лет назад коронал Лорд Стиамот в ходе длительной (30 лет) и кровопролитной войны (считавшейся единственным крупномасштабным конфликтом в истории Маджипура) нанёс поражение пьюриварам и заставил их поселиться в резервации на Цимроэле — Пьюрифайне, расположенном в джунглях континента.
В официальной истории Маджипура войну с метаморфами принято считать единственным крупномасштабным конфликтом. Но имели место и другие глобальные трагические события — гражданская война, вспыхнувшая из-за узурпации трона коронала Корсибаром — сыном Лорда Конфалюма. Корсибар — сын Конфалюма, подстрекаемый прокуратором Ни-мойи — Дантирией Симбайлом и родной сестрой-близнецом — Тизмет, нарушил закон о престолонаследии — согласно которому сын коронала никогда не наследует трон отца. После смерти понтифекса Пранкипина, Корсибар с помощью магов присвоил себе корону коронала. Принц Престимион — который являлся законным наследником Конфалюма вступил в борьбу с Корсибаром. Противостояние Престимиона и Корсибара развернулось в кровопролитную гражданскую войну, продолжавшуюся более двух лет. Гражданская война завершилась победой Престимиона и воцарением в Замке законного коронала. Так как масштабы конфликта были ужасающими — погибло несколько сот тысяч человек — и, чтобы впредь ни у кого не было мысли повторить поступок Корсибара, Лорд Престимион с помощью сильнейших магов планеты стёр из памяти людей всю информацию о войне с Корсибаром. События гражданской войны и восхождения на трон коронала Престимиона описаны в романе «Волшебники Маджипура».
Именно во время противостояния Престимиона и Корсибара впервые была применены устройства для вторжения в чужое сознание, разработанные врооно-магом Талнапом Зелифоном независимо от технологии, которой владела Леди острова Сна. В дальнейшем технология вторжения в чужое сознание были усовершенствованы кланом Баръязидов и использованы во время мятежа Дантирии Симбайла и борьбе против Пяти правителей Цимроэля Лордом Деккеретом. После подавления восстания Пяти правителей Цимроэля — племянников прокуратора Дантирии Симбайла — в системе власти Маджипура появилась новая ветвь, выполняющая карательную функцию — Король Снов. Первым Королём Снов стал Динитак Баръязид. Этим событиям посвящён роман с одноимённым названием «Король снов».
После поражения короналу Лорду Стиамоту, пьюривары потеряли власть над планетой, но не простили людям своего поражения. У пьюриваров возник религиозный культ — культ Грядущего Принца, согласно которому придёт время и захватчики-люди будут свергнуты и уничтожены, а метаморфы вновь завладеют Маджипуром и восстановят свою цивилизацию, Впоследствии именно наиболее фанатичные приверженцы культа по предводительством Фараатаа организуют масштабное восстание. За 8 тысяч лет, прошедших после войны людей и метаморфов, культура пьюриваров значительно деградировала. Были утрачены многие технологические достижения, так, например, «города» метаморфов представляли собой скопления плетёных хижин, капитальные постройки имелись лишь в Иллиривойне и Новом Велалисере — городе, построенном мятежником Фаратаа. Метаморфы практически полностью забыли собственную историю, а оставшимся событиям дали сильно искажённое толкование (например, о падении Велалисера и Седьмом Святилище). Несмотря на значительный культурный упадок, пьюривары сохранили и развили отдельные отрасли знания, в особенности в области генетики, биологии, химии. В джунглях Пьюрифайна имелись секретные генетические лаборатории, в которых учёные-метаморфы в течение многих лет (возможно, нескольких веков) выводили болезни сельскохозяйственных растений, различных сельскохозяйственных вредителей и чудовищных животных. Всё это в совокупности было использовано Фараатаа и его сторонниками как биологическое оружие в попытке уничтожить людей (см. роман «Валентин Понтифекс»).
Во время правления Лорда Валентина (период описываемый в романе «Замок лорда Валентина») пьюривары организовали мятеж, захватив власть с целью остановить погодные машины и уничтожить человеческую цивилизацию на Замковой горе, что повергло бы в хаос всю планету, но их план провалился. Через восемь лет они предприняли вторую попытку, имевшую больший успех, но также провалившуюся в итоге (см. роман «Валентин Понтифекс»).
После подавления второго восстания, на Маджипуре установился мир. Пьюривары получили равные с остальными жителями права и возможности, раскаявшихся мятежников амнистировали. Пьюрифайн был лишён статуса резервации, и метаморфы могли теперь селиться где угодно. Была начата компания по ассимиляции пьюриваров в общество Маджипура, к которой сами метаморфы относились весьма холодно и не спешили интегрироваться в общую культуру. Большинство метаморфов предпочитали, как и прежде, жить обособленно, население планеты тоже в некоторой степени продолжало сторониться их и воспринимало с недоверием и опаской. Некоторые из метаморфов нашли своё место в цивилизации, став учёными, чиновниками и т. п.